# Sigulda
Sigulda er beliggende i Rigas distrikt i det centrale Letland og fik byrettigheder i 1928. Byen ligger i det såkaldte "lettiske Schweiz" i Gaujadalen med Sigulda Slot, Sigulda Borg, Krimulda Slot og Turaida Borg. Før Letlands selvstændighed i 1918 var byen også kendt på sit tyske navn Segewold.

## Seværdigheder
- Siguldas bobslæde- og kælkebane

## Kendte bysbørn
- Sandis Ozoliņš – ishockeyspiller
- Alvis Vītoliņš – skakstormester

## Venskabsbyer
Tjiatura, Georgien
Aars, Danmark